# 김나윤 (기업인)
김나윤(1994년 12월 20일~)은 대한민국의 기업인이다.

## 경력
- 주식회사 브이토 대표이사, CEO

## 학력
- 보스턴 대학교 경제학과 (졸업)

## 방송
- 2011년 K팝스타